# Полонистий (струмок)
Полонистий — струмок в Україні, у Путильському районі Чернівецької області, лівий доплив  Рипню (басейн Дунаю).

## Опис
Довжина струмка приблизно 5 км. Формується з багатьох безіменних струмків.

## Розташування
Бере початок на північному сході від села Випчини. Тече переважно на північний схід і в селі Рипень впадає у річку Рипню, ліву притоку Путилки.